# Sultanatet Sennar
Sultanatet Sennar (arabisk: arabisk: سلطنة سنار; Salṭanat Sannār), også kendt som Det blå sultanat (arabisk: السلطنة الزرقاء; as-Salṭanat az-Zarqā) var et afrikansk islamsk rige, som herskede over et stort område i Nordøstafrika mellem 1504 og 1821. Sultanatet er blevet kendt som Funj efter dynastiets etnicitet og som Sennār (også skrevet Sinnar, Sannar) efter hovedstaden.

## Oprindelse
I det 15. århundrede var området i Nubien, som tidligere var blevet kontrolleret af Makuria opdelt i en række mindre stater, som ofte blev udsat for angreb fra ørkennomader. Man ved mindre om situationen i Alodia), men det lader til, at staten kollapsede. Området blev genforenet af 'Abd Allah Jamma, jægeren som kom fra den østlige del af området, som var blevet rig og mægtig på grund af handelen på Det Røde Hav. 'Abd Allahs rige blev kortvarigt, da funjerne ledet af Amara Dunqas i begyndelsen af det 16. århundrede ankom fra syd, hvor shillukene havde drevet dem nord over. Funjerne besejrede 'Abd Allah og oprettede deres eget kongedømme med hovedstaden Sennar.

## Religion
Funjernes oprindelige religion var en blanding af animisme og kristendom. Islam fik stor betydning, og i 1523 konverterede riget officielt til islam, selv om flere elementer fra den gamle tro overlevede.

## Ekspansion og konflikter
Sennār udvidede hurtigt sit område på bekostning af de omliggende stater. Rigets magt blev spredt over al-Ǧazirah, Butana, Bayuda og det sydlige Kordofan. Etiopien følte sig truet, men på grund af indre problemer var riget ikke i stand til at intervenere. Det nyerobrede osmanniske Egypten så også den nye stat i syd som en trussel og invaderede riget med en stor styrke, men de lykkedes ikke at erobre området, så osmannerne befæstede i stedet grænsen og styrkede sin kontrol over det nordlige Nubien. Denne grænse kom til at bestå frem til 1821.
Relationerne med Kejserriget Etiopien var mere problematiske, da begge stater ønskede kontrollen over lavlandet i grænselandet mellem dem. Etiopierne flyttede med tiden deres hovedstad til den nærliggende by Gonder og sikrede derved deres indflydelse over området. Konflikten med shillukerne i syd fortsatte, men på grund af dinkaenes voksende magt blev de tvunget ind i en vanskelig alliance. Under sultan Badi 2. erobrede Sennar Kongedømmet Taqali i vest og gjorde dets hersker (kaldet woster eller makk) til sin vasal.

## Militærkultur
Sannārs hære baserede sig mest på tungt kavaleri: kavalerister rekrutterede fra adelen bevæbnede med lange sværd, da tå-stigbøjlen gjorde brug af lanser umulig. Disse ryttere var udstyrede med ringbrynjer, mens hestene var udstyrede med tykke tæpper og kobberbeskyttelse på hovedet. En større del af soldaterne var infanterister udstyrede med sværd og rustninger. Den stående hær var den største i Østafrika frem til 1810-erne og boede i garnisoner i borge og forter rundt omkring i riget. At riget baserede sig på en stående hær gjorde, at selv om deres hære var mindre, formåede de professionelle Sennar-soldater at besejre deres ringere organiserede rivaler.

## Samfund
Sultanatet var i stor grad delt af geografiske og etniske skillelinjer. Samfundet var inddelt i seks etniske grupper, og der var et skarpt skel mellem dem, som var efterkommere fra det gamle kongedømme Alodia, og resten af Sennar. Alodierne overtog kappen efter den besejrede 'Abd Allah Jamma og blev kendt som abdallab. I slutningen af 1500-tallet gjorde de oprør under Ajib den store, som besejrede Sennar-kongerne og gjorde dem til sine vasaller, og i 1606 havde han erobret næsten hele riget. Under Adlan 1. blev Sennar-samfundet omorganiseret, og de besejrede Ajib i en række slag. Til sidst kom man frem til et kompromis, hvor Ajib og hans efterfølgere skulle styre Sennar-provinsen Dongola med en høj grad af selvstyre.

## Handel
Hovedstaden Sennār blomstrede på grund af handelen med andre stater og var hjem for repræsentanter fra store dele af Mellemøsten og Afrika. Herskernes magt og velstand afhang af kontrollen over økonomien. Monarken kontrollerede alle karavanerne og guldforsyningen, som var statens vigtigste valuta. Med tiden mistede de denne kontrol, og fremmede valutaer blev brugt så meget af de udenlandske handelsmænd, at herskeren næsten mistede kontrollen over økonomien. Den blomstrende handel førte til, at en velstående handelsstand med uddannede mænd opstod. Disse studerede mange islamiske tekster og begyndte at bekymre sig for mangelen på ortodoks religion i riget. Monarkiet i Sennar var længe blevet regnet for at være delvis guddommeligt i stil med gamle traditioner, men denne tradition stred klart med islamisk lære. Mange festivaler og ritualer havde også overlevet fra tidligere tider, og flere af dem indeholdt et højt forbrug af alkohol. Disse traditioner blev afskaffede.

## Nedgangstid
Sennārs storhedstid var i slutningen af det 16. århundrede, men i det 17. århundrede gik riget ind i en nedgangsperiode, da herskerne mistede meget af deres magt. Deres største udfordring var de handelsfinansierende 'ulamaer, som insisterede på, at de havde ret til at styre med lovene.
I 1762 blev Badi 4. styrtet i et kup udført af Abu Likayik fra de røde hamajer i nordøst. Abu Likayik indsatte et andet medlem af sultanfamilien som sin marionethersker mens hans selv styrede som regent. Dette blev starten på en lang konflikt mellem funjsultanerne, som forsøgte at genoprette deres uafhængighed, og hamajregenterne, som forsøgte at beholde deres kontrol over den faktiske magt i Sennar.
Disse indre magtkampe svækkede staten, og i slutningen af det 18. århundrede tog Adlan 2., søn af Taifara, magten i en urolig tid, hvor tyrkerne skaffede sig en tilstedeværelse i sultanatet. At-Tahir Agha, den tyrkiske hersker for en provins i Sudan, giftede sig med Khadija, datteren af Mek Adlan 2., hvilket førte til, at Sennar i større grad kunne assimileres med det osmanniske rige.
I 1821 ledede general Isma'il ibn Muhammad Ali, søn af den nominelt osmannisk-tro khediv af Egypten Muhammad 'Alī, en hær syd over til Sennar. Han mødte ingen modstand fra den sidste sultan, hvis rige blev absorberet i det osmanniske Egypten. Siden blev regionen en del af Anglo-egyptisk Sudan, som fik sin uafhængighed som republikken Sudan i 1956.

## Herskerliste
Herskerne havde titlen mek ("sultan"). Regentnumrene varierer i de forskellige kilder.
- Amara Dunqas 1503–1533/4 (AH 940)
- Nayil 1533/4 (AH 940)-1550/1 (AH 957)
- 'Abd al-Qadir 1. 1550/1 (AH 957)-1557/8 (AH 965)
- Abu Sakikin 1557/8 (AH 965)-1568
- Dakin 1568–1585/6 (AH 994)
- Dawra 1585/6 (AH 994)-1587/8 (AH 996)
- Tayyib 1587/8 (AH 996)-1591
- Unsa 1. 1591–1603/4 (AH 1012)
- 'Abd al-Qadir 2. 1603/4 (AH 1012)-1606
- Adlan 1. 1606–1611/2 (AH 1020)
- Badi 1. 1611/2 (AH 1020)-1616/7 (AH 1025)
- Rabat 1. 1616/7 (AH 1025)-1644/5
- Badi 2. 1644/5-1681
- Unsa 2. 1681–1692
- Badi 3. 1692–1716
- Unsa 3. 1719–1720
- Nul 1720–1724
- Badi 4. 1724–1762
- Nasir 1762–1769
- Isma'il 1768–1776
- Adlan 2. 1776–1789
- Awkal 1787–1788
- Tayyib 2. 1788–1790
- Badi 5. 1790
- Nawwar 1790–1791
- Badi 6. 1791–1798
- Ranfi 1798–1804
- Agban 1804–1805
- Badi 7. 1805–1821